# María Gregoria Nieto
María Gregoria Nieto (Moquegua, 1756 - La Paz, 1844) fue una noble peruana, tercera condesa de Alastaya que se hizo conocida por abandonar a su esposo y mantener una vida independiente en pleno siglo XVIII.

## Biografía
María Gregoria Nieto y Nieto nació en Moquegua en 1756, hija de Antonio Nieto y Roa y de Nicolasa Nieto Fernández Maldonado. Sus padres eran tía y sobrino, ambos miembros de la importante familia Nieto. Su tío Ignacio Nieto y Roa había conseguido el título de conde de Alastaya al pagar la enorme suma de 160.000 pesos mientras se encontraba en Madrid.
Su padre fue nombrado Corregidor de La Paz en 1774 y la familia se trasladó a esa ciudad. A los 19 años María Gregoria quedó comprometida con el coronel Ramón de Roxas y Orueta, uno de los hombres más ricos de la ciudad de La Paz que había quedado viudo de su primera esposa María Manuela Foronda y Bulucua. La pareja tenía 26 años de diferencia y contrajo matrimonio el 28 de septiembre de 1775.
Le fue difícil a la joven Gregoria acostumbrarse a la vida de casada, aún más estando sola luego de la partida de su familia en 1776, además tenía a su cargo a sus dos hijastras, María Josefa de 10 años y María del Carmen de 5 años. La relación fue especialmente difícil con la primera.
En 1776 su padre heredó el título de conde de Alastaya luego de la muerte de su hermano mayor, esto convirtió a Gregoria en presunta heredera al ser la hija mayor.
El año 1781 fue especialmente difícil debido a la rebelión indígena de Túpac Katari que sitió la ciudad primero entre marzo y junio y luego otra vez entre agosto y octubre. Es posible que esta tensión haya fracturado aún más el matrimonio y Gregoria abandonó la casa de su esposo a finales de ese año, se instaló en otra vivienda dentro de la misma ciudad de La Paz.
Gregoria pasó los siguientes años viviendo de manera independiente, en esta etapa tuvo un amorío con José María Landavere, situación que escandalizó a la sociedad. En 1798 finalmente Roxas consigue que Gregoria vuelva a vivir a su lado, contando él con 68 años y ella con 42.
Roxas fallece el 26 de junio de 1799 dejando el mayorazgo de Cebollullo a su nieta Isidora Segurola, la suma de 150.000 pesos a su otra nieta María Antonia Segurola y 60.000 pesos a Gregoria.
En 1803 Antonio Nieto fallece y Gregoria hereda el título de condesa de Alastaya y el mayorazgo de las tierras del valle de Moquegua que consistían en varias haciendas con viñedos y esclavos. Desde entonces Gregoria mantendría constantes viajes entre Moquegua y La Paz para atender sus negocios.
En 1809 la condesa estuvo en contra de la Revolución de La Paz, su casa se volvió un refugio para algunos perseguidos. Ayudó a la sobrina de su antiguo amante, Teresa de Villaverde y Landavere, evitando que su esposo José Antonio Diez de Medina pierda el cargo de alcalde y que también sea arrestado. Para 1811, Gregoria Nieto prefirió retirarse a sus tierras en Moquegua y evitó estar presente en el Asedio de La Paz.
Con la llegada de la República de Bolivia en 1825 poco cambió en la vida de Gregoria, su título ya no le aseguraba ningún trato especial pero todavía lo utilizaba y le daba cierta importancia en el ámbito social.
En 1838 Gregoria debe enfrentar una demanda de Isidora Segurola que la acusa de quedarse con los 60.000 pesos que eran parte del mayorazgo de Cebollullo. La condesa contrata los servicios del abogado Manuel Bustillos quien demostró que la fortuna reclamada no era parte del mayorazgo y por tanto pertenecía exclusivamente a Gregoria, por esta defensa el abogado debió huir del país cuando el hijo de Segurola se hizo presidente en 1841.

## Muerte y descendencia
María Gregoria Nieto y Nieto, tercera condesa de Alastaya, murió en La Paz el 24 de mayo de 1844 a los 88 años. A pesar de la complicada relación con su esposo Ramón de Roxas y Orueta, lograron tener 3 hijos:
- José Felipe, nacido en 1776. Murió a los pocos años.
- Manuela Francisca, nacida en 1779. Murió siendo niña.
- María Josefa de la Encarnación, nacida en 1780. Se casó el 3 de mayo de 1797 con José Márquez de la Plata y Díaz de Ceballos, sobrino de la segunda Marquesa de Haro. Tuvieron dos hijos, José Estanislao en 1798 y José María en 1799. Es durante este segundo alumbramiento que María Josefa muere en el parto el 19 de junio, días antes que su padre. Ninguno de sus hijos llegó a la edad adulta.[4]

De su relación con José María Landavere tuvo una hija:
- María Josefa Rosa, al ser producto de un romance entre un joven abogado y una mujer casada, se decidió dejar a la recién nacida al cuidado de la familia Rodríguez quienes la adoptaron indicando que la pequeña fue encontrada en la puerta de su casa. Años más tarde María Josefa Rosa se casó con José Tiburcio León de la Barra y Loayza. Su madre la reconoció como hija suya el 3 de julio de 1840 y trató de que heredase el mayorazgo. En 1843 la sobrina de Gregoria, Manuela Tiburcia Sáenz de Tejada y Nieto, hija de su hermana María Teresa Nieto reclama el mayorazgo por línea legítima. El 24 de junio de 1843 un tribunal boliviano establece que María Josefa Rosa no es hija legítima de la condesa y por tanto no tiene derechos sucesorios, al poco tiempo la justicia peruana declara a Manuela Tiburcia como legítima sucesora del mayorazgo de Alastaya.[4]